# پاکروییس
پاکروییس (به لاتین: Pakruojis) در لیتوانی با جمعیت ۶٬۰۵۷ نفر است که در شهرستان شاولیای واقع شده‌است.